# Señorita (film)
Pour les articles homonymes, voir Señorita (homonymie).
Pour plus de détails, voir Fiche technique et Distribution.
Señorita est un film muet américain réalisé par Clarence Badger, sorti en 1927.
C'est une parodie du film Le Signe de Zorro sorti en 1920 ; Bebe Daniels est une des premières actrices à jouer le rôle masculin de Zorro. Ce film est considéré comme perdu.

## Fiche technique
- Réalisation : Clarence Badger
- Scénario : John McDermott
- Production : Adolph Zukor, Jesse L. Lasky, B. P. Schulberg
- Photographie : H. Kinley Martin, William Marshall
- Distributeur : Paramount Pictures
- Genre : comédie[1]
- Durée : 7 bobines[2],[3]
- Date de sortie : 30 avril 1927 (USA)

## Distribution
- Bebe Daniels : Señorita Francesca Hernandez
- James Hall : Roger Oliveros
- William Powell : Ramon or Manuel Oliveros
- Josef Swickard : Don Francisco Hernandez
- Tom Kennedy : Oliveros Gaucho
- Jerry Mandy : Juean, Hernandez Gaucho
- Raoul Paoli : Jose, Hernandez Foreman
- Pedro Regas : Hernandez Gaucho